# 钱弘儇
钱弘儇（913年—966年），字智仁，杭州錢塘（今浙江杭州）人，五代十國的吳越國國王钱元瓘的第二子，武肃王钱镠的孙子。但他并非钱元瓘亲生，而是养子，本名钱弘偁。
钱弘儇性情简检，善于骑射撰文，为上直副兵马使，检校尚书右仆射。二十岁出为东府安抚使，洞察政务，官吏不能欺骗他。钱元瓘命他兼领睦州，他镇守温州时很得民心，调任彰武军节度使，出镇福州时，百姓哭泣挽留。官至太尉、丞相，宋太祖乾德四年（966年），在福州去世，时年五十四岁，谥号节惠。